# Kiyoshi Takada
Kiyoshi Takada (高田喜義?, Takada Kiyoshi; 6 ottobre 1949) è un ex calciatore giapponese, di ruolo portiere.

## Carriera
Dopo aver militato nel circolo calcistico dell'università Meiji, fece parte della rosa dell'Eidai per tutto arco dell'esistenza della squadra, ovvero fra il 1972 e il 1976. Dopo la chiusura della società si trasferì allo Yomiuri dove contribuì ai primi successi della squadra vincendo la coppa di Lega nel 1979.
Si ritirò dal calcio giocato nel 1982, dopo aver totalizzato 84 presenze in massima divisione.

## Palmarès
- Japan Soccer League Cup: 1

1979